# Testsúly 4000
A Testsúly 4000 (Weight Gain 4000) a South Park című rajzfilmsorozat második része (az 1. évad 2. epizódja). Elsőként 1997. augusztus 20-án sugározták az Amerikai Egyesült Államokban. A történet szerint South Park lakói nagy előkészületekkel várják a híresség, Kathie Lee Gifford látogatását. Mr. Garrison azonban egy gyerekkori sérelem miatt végezni akar a nővel. Eközben Eric Cartman egy Testsúly 4000 elnevezésű táplálékkiegészítőtől groteszk módon elhízik.
Az epizódot – amely az Államokban TV-MA korhatár-besorolást kapott – a sorozat két megalapítója, Trey Parker és Matt Stone írta és rendezte. Miután a Cartman anális beültetése pilot epizód a próbavetítéseken gyengén szerepelt, a Comedy Central még egy epizód forgatókönyvét kérte, hogy eldöntse, készüljön-e a jövőben egy teljes South Park-sorozat. Végül a Testsúly 4000 forgatókönyve győzte meg a csatorna vezetőségét arról, hogy elindítják a sorozatot. Ez volt az első olyan rész, amelyet számítógépes animációval, nem pedig papírból kivágott figurákkal készítettek el.
Noha a kritikusok közül páran nehezményezték az epizód trágárságát és néhány, abban az időben támadónak vélt motívumát, sokan a Testsúly 4000-et mégis komoly előrelépésnek érezték a pilot epizódhoz képest, kiemelve az amerikai konzumizmus szatirikus ábrázolását. Ebben az epizódban tűnnek olyan későbbi visszatérő szereplők, mint Jimbo Kern, McDaniels polgármester asszony, Bebe Stevens és Clyde Donovan. Kathie Lee Gifford volt az első kifigurázott híresség a South Park történetében. Cartman „Beefcake” (magyar fordításban „fasírt”) felkiáltása a sorozat egyik legnépszerűbb szállóigéjévé vált.

## Cselekmény
Cartman megnyeri a „Mentsük meg bolygónkat” pályázatot a dolgozatával és kiderül, hogy Kathie Lee Gifford színésznő személyesen fogja átadni neki az első díjat South Parkban. Ez feldühíti Wendyt, aki biztos volt saját győzelmében, és erősen gyanítja, hogy Cartman csalással lett első helyezett. A városban mindenki izgatottan készül Kathie Lee fogadására, különösen a polgármester asszony, aki a látogatástól a város fejlődését és a saját karrierjének előmozdulását várja. Séf bácsi (aki a nagy eseményen énekelni fog) pedig abban bízik, hogy meghódíthatja majd a színésznőt.
Az iskola tanulóit megkérik, hogy Kathie Lee tiszteletére adjanak elő egy színdarabot, melyet a harmadikosok tanára, Mr. Garrison rendez. Azonban Mr. Garrison – kesztyűbábjának, Kalap úrnak a hatására – meg akarja ölni Kathie Lee-t, amiért az még gyerekkorában legyőzte őt egy országos tehetségkutató versenyen. Mr. Garrison beszerez egy puskát Jimbo helyi fegyverkereskedéséből és azt tervezi, hogy (a Kennedy-gyilkossághoz hasonlóan) egy elhagyatott tankönyvraktárból lövi le a városba érkező látogatót.
A polgármester közli a túlsúlyos Cartmannel, hogy a díjátadásra formába kell kerülnie. Cartman ezután lát egy reklámot a „Testsúly 4000” táplálékkiegészítőről és vásárol belőle, hogy jól nézzen ki a nagy napra. Csak azt nem tudja, hogy önmagában, rendszeres sportolás nélkül a szer hatástalan, ezért groteszk módon elhízik tőle.  Wendy átnézi a pályázatra írt esszéket és bizonyítékot talál arra, hogy Cartman tényleg csalt, írását Henry David Thoreau Walden című művéből plagizálta. Kutatás közben véletlenül meghallja, amint Mr. Garrison a gyilkossági tervéről beszél, ám Stan segítségével sem tudja megállítani Garrisont, aki elsüti a fegyvert. Lövése azonban célt téveszt és véletlenül Kennyt öli meg, így tönkretéve az egész díjátadást – Cartman nagy bánatára.
Mr. Garrisont elmegyógyintézetbe viszik, Cartman pedig a súlyos elhízása miatt mégis bekerül a tévébe, egy talk showba. Végül Séf bácsi terve is sikerül Kathie Lee-t illetően.

## Kenny halála
- Mr. Garrison véletlenül lelövi Kennyt, aki a lövés erejétől felrepül a levegőbe, majd felnyársalódik egy zászlórúdra. Ez talán Kenny legemlékezetesebb sorozatbeli halála, a jelenet később újra megjelent Az Univerzum legnagyobb kóklere című részben.

## Utalások
- Az a jelenet, melyben Garrison a puskával a tükör előtt pózol és azt mondja, „Hozzám szólt?”, a Martin Scorsese által rendezett Taxisofőr című film híres jelenetének paródiája.
- Az egyik jelenet során Kalap úr szemei vörösen izzanak és a feje 360 fokos fordulatot tesz meg; hasonlóan, mint az Az ördögűző című filmben.
- A lövés előtt Mr. Garrison azt mondja Wendynek, „Számomra nincs visszaút, ifjú hölgy” – utalva a Csillagok háborúja VI: A jedi visszatér című filmre, Darth Vader és Luke Skywalker párbeszédére.
- Amikor Barbrady felügyelő elkapja Kalap urat, Garrison (Wendyre és Stanre) célozva azt mondja, „...hát meg is úsztam volna, ha nincsenek azok a minden lében kanál pöcsök”. Ez utalás a Scooby-Doo című rajzfilmsorozatra, melyben az egyes epizódok végén elfogott gonosztevők mindig azt mondják, „megúsztam volna, ha nincsenek ezek a kotnyeles kölykök”.
- Mr. Garrison a helyi tankönyvraktár ablakából akarja lelőni Kathie Lee Giffordot. Ez egyértelmű utalás a J.F. Kennedy elleni 1963-as merényletre, amikor is Lee Harvey Oswald Dallasban egy könyvraktár ablakából adott le halálos lövést az amerikai elnökre.

## Bakik
- Ebben az epizódban Garrison gyerekként is őszül és kopaszodik. A Cartman mama piszkos múltja című rész egyik jelenetében szintén mutatják fiatalkorában, ahol ezzel szemben sűrű barna haja van.